# Conferenza per la Libia
La Conferenza per la Libia, nota anche come Conferenza di Palermo per e con la Libia, è stata una conferenza diplomatica di due giorni svoltasi a Palermo nei giorni 12 e 13 novembre 2018, per discutere la politica delle Nazioni Unite sulla situazione della Libia. Organizzata dal presidente del consiglio italiano Giuseppe Conte presso Villa Igiea, la conferenza ha visto la partecipazione di delegazioni di 38 paesi, tra cui Russia, Stati Uniti, Egitto, Tunisia, Turchia, oltre ai rappresentanti di molte fazioni libiche rivali che lottano per il potere nel paese nordafricano.
All'incontro di Palermo hanno partecipato, fra gli altri, il primo ministro libico Fayez al-Sarraj, il federmaresciallo libico Khalifa Haftar, il presidente egiziano Abdel Fattah al-Sisi, il presidente tunisino Beji Caid Essebsi, il ministro degli affari esteri del Qatar Mohammed bin Abdulrahman bin Jassim Al Thani, il parlamentare libico Aguila Saleh e il presidente della camera alta della capitale libica Tripoli Khalid al-Mishri.
La delegazione turca, guidata dal vicepresidente turco Fuat Oktay, si è ritirata dalla conferenza del 13 novembre a causa dell'esclusione dei diplomatici turchi, su insistenza di Haftar, da un incontro privato tra gli attori chiave del conflitto.
La conferenza non ha portato a novità significative, ma ha comunque legittimato Haftar come parte dei negoziati di pace libici, successivi agli accordi del 2016 che portarono all'istituzione del Governo di Accordo Nazionale. Haftar, che aveva fatto una visita a sorpresa a Mosca all'inizio del mese di novembre 2018, era inizialmente riluttante a partecipare ai colloqui di Palermo, ma venne in seguito convinto dall'Egitto e dalla Russia a partecipare all'evento.
La conferenza per la Libia a Palermo è stato un totale fallimento nello stabilizzare la Libia e per la sicurezza di tutto il Mediterraneo, immediatamente si sono riaccesi gli scontri militari, l'evento ha costituito il tentativo ultimo e fallimentare dell'Italia di assumere un ruolo guida nel processo di pace libico.

## Paesi partecipanti

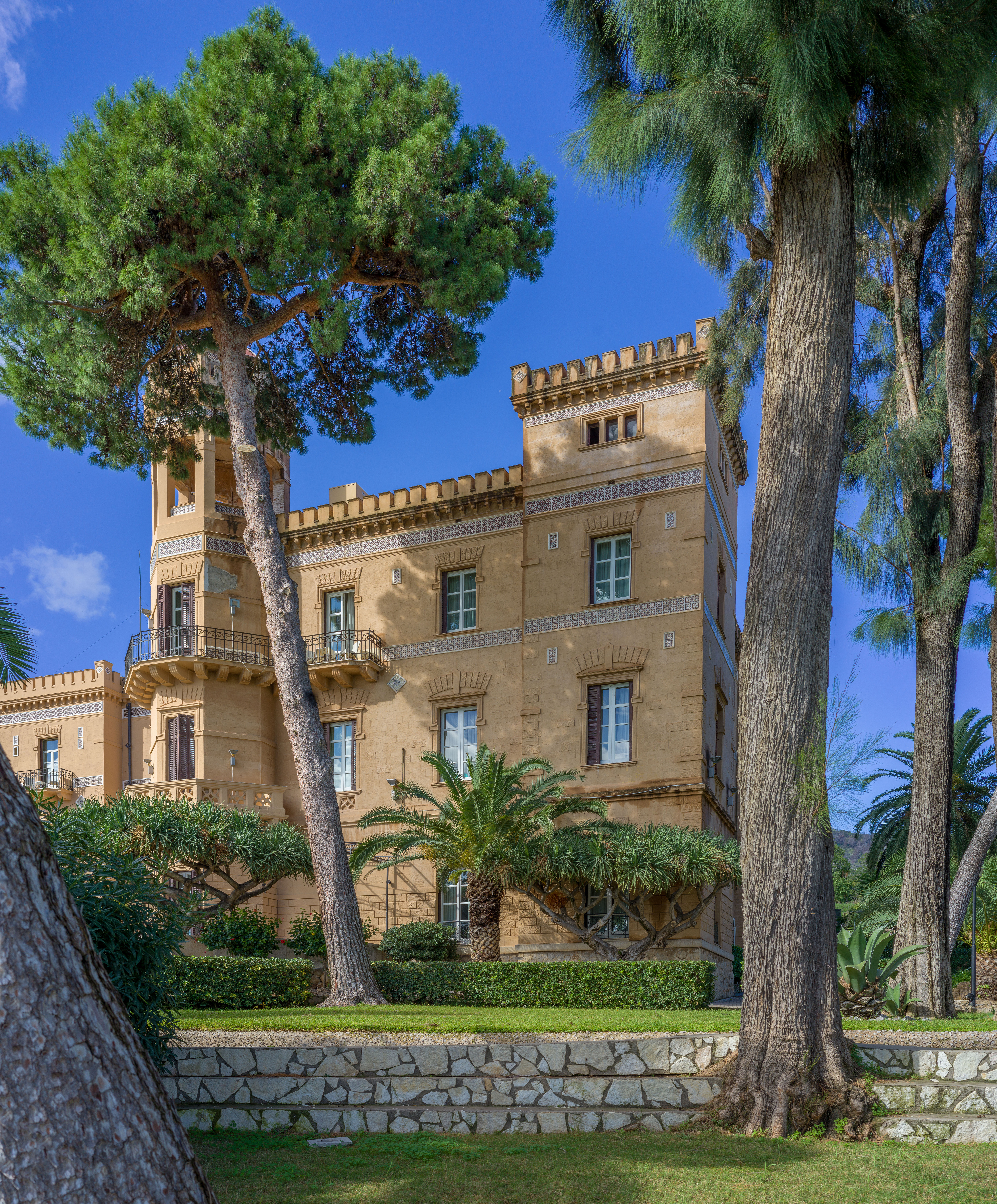
Villa Igiea, sede della conferenza di Palermo

Alla conferenza di Palermo sulla Libia hanno partecipato i seguenti paesi:
- Algeria
- Austria
- Canada
- Ciad
- Rep. Ceca
- Egitto
- Etiopia
- Francia
- Germania
- Grecia

- Italia
- Giordania
- Malta
- Marocco
- Paesi Bassi
- Niger
- Polonia
- Qatar
- Rep. del Congo
- Russia

- Arabia Saudita
- Spagna
- Sudan
- Svezia
- Svizzera
- Tunisia
- Turchia
- Emirati Arabi Uniti
- Regno Unito
- Stati Uniti

### Organizzazioni internazionali
- Unione europea
- Lega araba
- Organizzazione delle Nazioni Unite
- Unione africana
- Banca Mondiale
- Fondo Monetario Internazionale